# Matthias Weischer
Matthias Weischer (* 15. Januar 1973 in Elte) ist ein deutscher Maler, Grafiker, Zeichner und Bühnenbildner.

## Biografie
Matthias Weischer wurde 1973 in Elte (Nordrhein-Westfalen) geboren.
Im Jahr 1995 begann er ein Malerei-/Grafikstudium an der Hochschule für Grafik und Buchkunst Leipzig (HGB), das er 2000 mit dem Diplom abschloss. Von 2000 bis 2003 war er Meisterschüler bei Sighard Gille. 2002 war er Mitgründer der Produzentengalerie Liga in Berlin, die von elf ehemaligen Studenten der HGB getragen wurde, unter anderen von Christoph Ruckhäberle, Tim Eitel, David Schnell und Tilo Baumgärtel. Für die Ausstellungen dieser heterogenen Künstlergruppe wurde von Presse und Kunstkritik bereits 2002 der Begriff „Neue Leipziger Schule“ geprägt. Die Produzentengalerie Liga löste sich nach zweijährigem Bestehen 2004 wieder auf. Sein Atelier befindet sich zurzeit in der Leipziger Baumwollspinnerei.

## Werk
Weischers Bilder bewegen sich im Grenzbereich zwischen abstrakter und gegenständlicher Malerei. Seine bis 2007 entstandenen Gemälde zeigen meist bühnenartige, menschenleere Innenräume in ungewöhnlichen Perspektiven, die durch abstrakte Elemente verfremdet sind. Mobiliar, Alltagsobjekte und großflächige Dekore verweisen stilistisch und in ihrer vermeintlich verblichenen Farbigkeit auf die 1950er und 1960er Jahre. Die collagenartig kombinierten Elemente haben oft Zitatcharakter und gehen komplexe, mehrdeutige Beziehungen ein.
Werke von Matthias Weischer befinden sich unter anderem im Museum der bildenden Künste Leipzig, im Museum für Moderne Kunst Frankfurt am Main, im Gemeentemuseum Den Haag, im Museum of Contemporary Art, Los Angeles, in der Rubell Family Collection, Miami, und in der Collection Susan and Michael Hort, New York.
Seit seinem Aufenthalt in Rom im Jahr 2007 widmet sich Weischer verstärkt der direkten Naturbeobachtung im Medium der Zeichnung. Er arbeitet seither vorrangig auf und mit Papier, auch in verschiedenen Drucktechniken. Die konstruierten Interieurs werden zunehmend abgelöst von einer offenen Raumerfassung in kleineren Formaten mit helleren Farben, in denen natürliche und artifizielle Elemente, fiktiver und realer Raum ineinander übergehen. Jüngste Arbeiten umfassen auch skulpturale Arrangements.
Seit 2001 werden Werke von Matthias Weischer in zahlreichen Ausstellungen präsentiert, unter anderem in London (2003), Miami (2004) und Cleveland, Chungnam, Prag und Venedig (2005), Den Haag, Málaga (2008) und Ponce/Puerto Rico (2011).
2001 erhielt er das Stipendium Junge Kunst von Rotary im Kunsthaus Essen,
2004 war er Preisträger der Rolex Mentor und Meisterschüler Initiative,
2005 wurde er mit dem Kunstpreis der Leipziger Volkszeitung sowie dem August-Macke-Preis der Stadt Meschede ausgezeichnet.
2007 war Weischer Stipendiat der Villa Massimo in Rom und
2012 Stipendiat der Civitella Ranieri Foundation.
2017 erhielt er das Eduard-Arnhold-Stipendium für einen Aufenthalt in Positano, Italien.
2010 gestaltete Matthias Weischer gemeinsam mit dem Theaterregisseur Armin Holz die Bühnenbilder für William Shakespeares Was ihr wollt (Theater Marl, Ruhrfestspiele Recklinghausen; Renaissance-Theater Berlin; Grand Théâtre de Luxembourg) und für August Strindbergs Fräulein Julie (Schloss Neuhardenberg).
Der 2018 erschienene Lyrikband Mönchsauge von Cees Nooteboom enthält Zeichnungen und Aquarelle von Weischer.

## Einzelausstellungen (Auswahl)
- 2002: Räumen, Kunsthaus Essen
- 2004: simultan, Künstlerhaus Bremen
- 2005: Museum der bildenden Künste Leipzig (Kunstpreis der Leipziger Volkszeitung)
- 2006: Arbeiten auf Papier, Kunstverein Konstanz; Kunstverein Ulm
- 2006: Ludwig Forum für Internationale Kunst, Aachen
- 2007: Museum zu Allerheiligen Schaffhausen; Kunsthalle Mannheim
- 2007: Der Garten – Arbeiten auf Papier, Neuer Berliner Kunstverein
- 2008: Room with a view, Centro de Arte Contemporáneo de Málaga
- 2008: Der Garten – Arbeiten auf Papier, Kloster Bentlage, Rheine
- 2008: Gemeentemuseum Den Haag
- 2009: Room with a view, Kunsthalle Mainz
- 2011:  Obra nueva/New works, Museo de Arte de Ponce, Puerto Rico
- 2011: Alice, Armin und all die anderen. Auf Papier, Museum der bildenden Künste Leipzig; Kunsthalle Bremerhaven
- 2014: Matthias Weischer, Tajan, Paris
- 2014: The Vincent Award Room: Matthias Weischer, Gemeentemuseum Den Haag
- 2015: Matthias Weischer: Das druckgraphische Werk, Akademie Franz-Hitz-Haus, Münster
- 2016: In und auf Papier, Kloster Bentlage, Rheine
- 2017: Ladder to Heaven, Kunsthalle Pfaffenhofen
- 2019: Wege, Kloster Bentlage, Rheine
- 2019: Matthias Weischer, König Galerie, Berlin
- 2020: Stage, Grimm Gallery, New York[5]
- 2020: Matthias Weischer, König Tokio, Tokio[6]
- 2020: Bühne, Drents Museum, Assen, Niederlande[7]

## Gruppenausstellungen (Auswahl)
- 2001: Szenenwechsel XX, Museum für Moderne Kunst Frankfurt am Main
- 2003: sieben mal malerei, Neuer Leipziger Kunstverein im Museum der bildenden Künste Leipzig
- 2004: Northern Light, Rubell Family Collection, Miami
- 2004: Direkte Malerei, Kunsthalle Mannheim
- 2005: David, Matthes und ich, Kunstverein Nürnberg; Kunstverein Bielefeld
- 2006: Imagination Becomes Reality. Part V: Fantasy and Fiction, Sammlung Goetz, München
- 2006: Artists from Leipzig, Arario Beijing
- 2006: Netherlands v. Germany – Painting/Malerei, GEM Museum voor actuele kunst, Den Haag
- 2006: Deutsche Wandstücke. Sette scene di nuova pittura germanica, Museion Bozen
- 2007: Weischer meets Beckmann, Kunsthalle Mannheim
- 2007: Rockers Island. Werke aus der Sammlung Olbricht, Museum Folkwang, Essen
- 2008: Interieur/Exterieur. Wohnen in der Kunst, Kunstmuseum Wolfsburg
- 2008: Neue Leipziger Schule, Cobra Museum, Amstelveen, Niederlande
- 2008: The Leipzig Phenomenon, Műcsarnok Kunsthalle, Budapest
- 2008: Germania contemporanea. Dipingere è narrare, MART – Museo di arte moderna e contemporanea di Trento e Rovereto
- 2009: Lubok. Originalgrafische Bilderbücher, Museum der bildenden Künste Leipzig
- 2010: ’Die Bilder tun was mit mir …’. Einblicke in die Sammlung Frieder Burda, Museum Frieder Burda, Baden-Baden
- 2010: Parallelen: Junge zeitgenössische Kunst aus Norwegen und Leipzig, Kistefos Museum, Jevnaker, Norwegen
- 2011: ROM sehen und sterben. Perspektiven auf die Ewige Stadt. Um 1500–2011, Kunsthalle Erfurt
- 2011: LUBOK. Künstlerbücher aus Leipzig, Städtisches Kunstmuseum Spendhaus Reutlingen
- 2012: Paintings/Pinturas. The Rubell Family Collection, Sala de Arte Santander, Madrid
- 2012: Atelier + Küche – Labore der Sinne, Marta Herford, Herford
- 2012: Sidetracks – Painting in the paramodern continuum, Stavanger Art Museum
- 2013: Donation Florence et Daniel Guerlain, Centre Pompidou, Paris
- 2013: Ortsbestimmung – Zeitgenössische Kunst aus Sachsen, Kulturhistorisches Museum Görlitz
- 2013: Schöne Landschaft – Bedrohte Natur: Alte Meister im Dialog mit zeitgenössischer Kunst, Kunsthalle Osnabrück
- 2013: The inevitable figuration, Centro per l'arte contemporanea Luigi Pecci, Prato
- 2013: Nightfall, Rudolfinum, Prag
- 2015: Made in Germany, Highpoint Printmaking Center, Minneapolis
- 2015: Camera Obscura – Malerei von David Schnell, Matthias Weischer und Christoph Ruckhäberle, Neuer Pfaffenhofener Kunstverein, Pfaffenhofen
- 2015: Offen auf AEG: Druckgrafische Arbeiten, Auf AEG, Nürnberg
- 2015: All the worlds a stage – works from the Goetz Collection, Fundación Banco Santander, Madrid
- 2016: Aufschlussreiche Räume – Interieur als Portrait, Museum Morsbroich, Leverkusen
- 2017: Germany 8: Next Generation – Young German Art, White Box Art Center, Peking
- 2019: Away in the Hill, Grimm Gallery, New York[8]

## Stipendien und Auszeichnungen
- 2001: Stipendium Junge Kunst, Kunsthaus Essen
- 2003: Stipendium der Stiftung Kunstfonds zur Förderung der zeitgenössischen bildenden Kunst, Bonn
- 2004: Preisträger der Rolex Mentor and Protégé Arts Initiative, Mentor: David Hockney
- 2005: Kunstpreis der Leipziger Volkszeitung
- 2005: August-Macke-Preis der Stadt Meschede
- 2007: Stipendium der Deutschen Akademie Rom
- 2007: Kunstpreis der Helmut-Kraft-Stiftung
- 2012: Stipendium Civitella Ranieri Foundation
- 2017: Eduard-Arnhold-Stipendium